# Порожній випадок (оповідання)
«Порожній випадок» (рос. Пустой случай) — оповідання А. П. Чехова, вперше опубліковане 1886 року.

## Історія та критика
Оповідання «Порожній випадок» було написано 1886 року та вперше опубліковано в газеті «Новое время» № 3793 від 20 вересня 1886 року в розділі «Суботники» з підписом Ан. Чехов. 1887 року твір було надруковано в збірці «В сутінках», увійшов до видання А. Ф. Маркса. За життя Чехова оповідання було перекладено угорською та сербохорватською мовами.
Критик К. К. Арсеньєв писав про оповідання «Порожній випадок» так:
|  | З-за мисливської пригоди виглядають досить рельєфно обриси фігури зубожілого князька та жінки, безнадійно в нього закоханої. |

Критик Бичков оповідання «Порожній випадок» зарахував до «менш вдалих» творів Чехова. Він вважав його «розтягнутим».
Александров писав про твір Чехова:
|  | В оповіданні «Порожній випадок» він зумів розглянути і з дивовижним мистецтвом показати вкрай симпатичні риси в російському «зубожілому князькові», якого в повіті інакше не називали, як «ясновельможним бовдуром» і який, тим не менше, не захотів «збрехати тільки раз у житті», щоб «покласти собі в кишеню чистоганом мільйон». |

Глінка відніс оповідання Чехова до творів, що містять зображення того, як дійсність сміється над людським щастям.

## Сюжет
Оповідання написано від першої особи. Одного разу влітку оповідач зі знайомим князьком вирушив до Шабельского лісу постріляти тетеруків. У лісі вони зустріли незнайомця (головного конторника Гронтовського) з грибами, який попередив зустрічних, що тут забороняється полювати. Заборонила полювати власниця лісу, Надія Львівна. Гронтовський сказав, що його завдання тільки попередити мисливців.
Мисливці вирішили навідати господиню лісу. Про неї ходили чутки, що вона свого часу була закохана в князя Сергія Івановича, який їхав з оповідачем. Відповідно до пліток, князь не відповідав взаємністю, оскільки Надія була негарною; відповідно до інших чуток батько господині запропонував князеві одружитись із нею, та князь вирішив, що його збираються купити з його титулом, і посварився з батьком Надії. Після того Надія Львівна одружилася з небагатим Кандуріним.
Зустрівшись із Надією Львівною, оповідач виявив, що вона дійсно була некрасивою. Мисливці повідомили мету візиту. Господині подобалось, що вона може дозволити чи заборонити полювати, втім вона рішуче відмовила — «або всім, або нікому». Тоді оповідач сказав, що з ним приїхав князь. Від такого повідомлення Надія Львівна Кандуріна здригнулась і замислилась. Потім вона сказала, що було б несправедливо дозволити полювання тільки їм. Вмовляння та навіть постріл у птицю князьком її не розчулили. Надія Львівна попрощалася й пішла.
Біля виходу мисливців покликала покоївка і віддала записку від господині з текстом: «Подавачам цього полювання дозволено. Н. К.»